# Julien Jousse

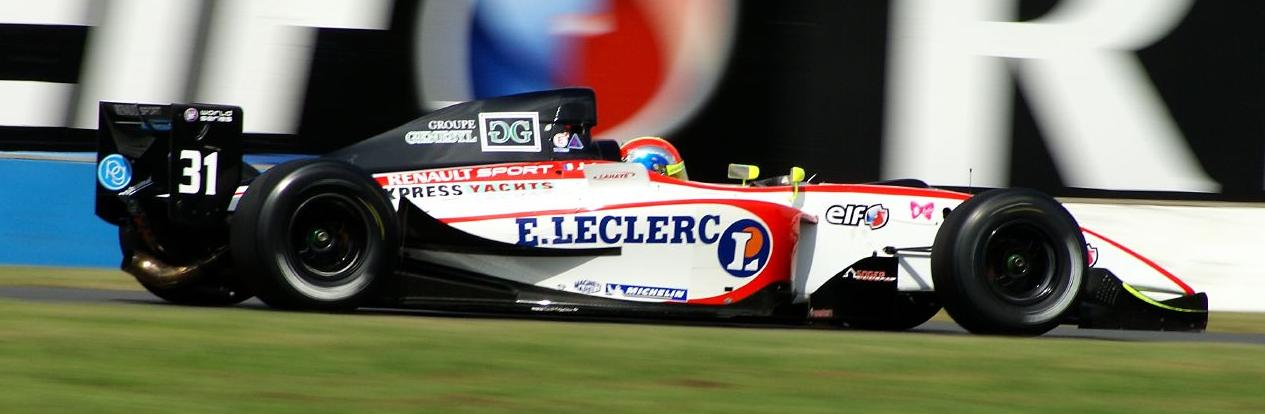
Julien Jousse i Formula Renault 3.5 Series på Donington Park 2007.

Julien Jousse, född 21 januari 1986 i Les Issambres, är en fransk racerförare.

## Racingkarriär
Jousse blev trea i Championnat de France Formula Renault 2.0 2006, och flyttade upp till Formula Renault 3.5 Series lagom till säsongen 2007, där han tog en tionde plats. Han följde upp det med att bli tvåa efter Giedo van der Garde 2008, efter att ha tagit sin första seger i kategorin på Circuit de Catalunya.
2009 tävlade han i FIA Formula Two Championship och vann ett race på Donington Park och slutade femma totalt.
2010 tävlar han för AS Roma i Superleague Formula.